# Vida edáfica
Vida edáfica se define como la existencia de organismos adaptados a las condiciones bajo el suelo.

## Adaptaciones a la vida edáfica
- Capacidad de cavar : desarrollan apéndices apropiados en patas y piezas bucales que le permiten desplazarse bajo tierra.

- Desplazamiento en oquedades : En oquedades con aire, los organismos presentan cuerpo cilíndrico, se mueven a través de contracciones peristálticas en conjunto con su capacidad de retracción. En oquedades acuáticas, son planos o globosos, se mueven bajo contracciones bruscas en conjunto con su capacidad de reptación.

- Microftalmía y Anoftalmía : Perdida parcial (ojos pequeños) o total de la visión (no presentan ojos, o los ojos no tienen capacidad de ver) respectivamente.

- Perdida de apéndices .

- Desarrollo de la quetotaxia